# Michael Wunnink
Michael Wunnink (19 september 1979) is een Nederlandse schaker. Hij werd in 2019 Fide Meester.  

## Schaakcarrière
- In oktober 2005 speelde Wunnink mee in het Micha Leuw Memorial, een onderdeel van het Eijgenbroodtoernooi dat in Amsterdam verspeeld werd. Karel van der Weide en Yochanan Afek wonnen dit toernooi met 3.5 pt. uit 5.  Wunnink eindigde samen met Henk Jan Visser met 2 punten op een gedeelde vierde plaats.
- Wunnink won tweemaal de Wil Haggenburg-trofee om het persoonlijk kampioenschap van de Schaakbond Groot-Amsterdam: In 2009 en 2019.
- Wunnink komt in clubverband uit voor de Amsterdamse schaakvereniging Caïssa.